# Iglesia de San Juan Bautista (Lés)
La iglesia de San Juan Bautista (en occitano glèisa de Sant Joan Baptista) es un edificio eclesiástico ecléctico de estilo barroco, del siglo XVII, situado en el municipio y villa de Lés (Valle de Arán) que forma parte del Inventario del Patrimonio Arquitectónico de Cataluña.

## Descripción

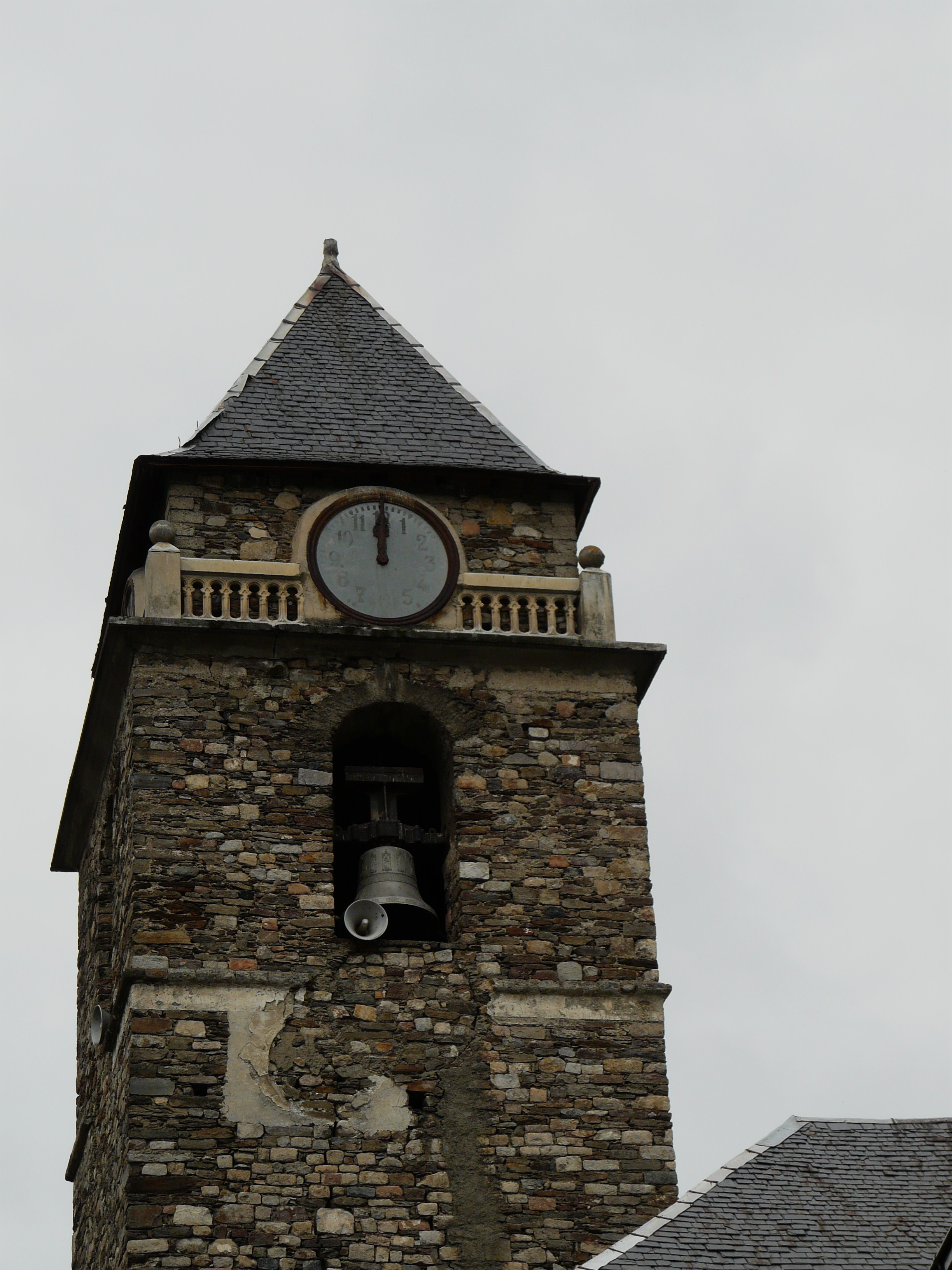
Detalle del campanario

Es una iglesia de construcción moderna de entre los años 1790 y 1819; según el autor José Sarrate Forga fue construida sobre otro edificio anterior, con muros de masonería y tabicado con losa. Consta de una sola nave con bóveda de cañón sobre cuatro arcos torales de medio punto y cabecera plana, muy espaciosa y se conserva en buen estado. Contiene un retablo neoclásico. A principios del siglo XXI fue restaurado todo su exterior y se reformó el baptisterio antiguo —recto y más estrecho que la nave— para acoger la orfebrería, diferentes reliquias, tallas escultóricas en madera y otras piezas valiosas de la parroquia; también se consagró el altar y se habilitó como salas de catequesis los bajos de la vicaría.
El campanario románico y modificado en el siglo XVII, de 31,97 metros de altura, es una torre de planta cuadrada formada por cuatro cuerpos situada a los pies de la iglesia encima del coro. La celda tiene cuatro ventanas de arco de medio punto, una en cada pared, de donde cuelgan las campanas; está rematada por un patio cubierto, con una balaustrada y un reloj de esfera.